# Pio Giardina
Pio Giardina (Santa Domenica Vittoria, 27 marzo 1884 – 18 febbraio 1953) è stato un vescovo cattolico italiano.

## Biografia
Nato a Santa Domenica Vittoria, nell'allora arcidiocesi di Messina, è stato ordinato presbitero il 30 settembre 1906.
Il 10 agosto 1935 papa Pio XI lo ha nominato vescovo titolare di Efesto e vescovo ausiliare di Messina.
Ha ricevuto l'ordinazione episcopale il successivo 28 ottobre da Angelo Paino, arcivescovo metropolita di Messina, coconsacranti Bernardino Re, vescovo di Lipari, e Antonio Mantiero, prelato di Santa Lucia del Mela.
L'8 agosto 1942 papa Pio XII lo ha promosso vescovo di Nicosia.
È morto il 18 febbraio 1953 dopo 11 anni di governo pastorale della diocesi e 19 di vescovato.

## Genealogia episcopale
La genealogia episcopale è:
- Cardinale Scipione Rebiba
- Cardinale Giulio Antonio Santori
- Cardinale Girolamo Bernerio, O.P.
- Arcivescovo Galeazzo Sanvitale
- Cardinale Ludovico Ludovisi
- Cardinale Luigi Caetani
- Cardinale Ulderico Carpegna
- Cardinale Paluzzo Paluzzi Altieri degli Albertoni
- Papa Benedetto XIII
- Papa Benedetto XIV
- Cardinale Enrico Enriquez
- Arcivescovo Manuel Quintano Bonifaz
- Cardinale Buenaventura Córdoba Espinosa de la Cerda
- Cardinale Giuseppe Maria Doria Pamphilj
- Papa Pio VIII
- Papa Pio IX
- Cardinale Raffaele Monaco La Valletta
- Cardinale Francesco Satolli
- Arcivescovo Letterio D'Arrigo Ramondini
- Arcivescovo Angelo Paino
- Vescovo Pio Giardina